# Naufrage (Île-du-Prince-Édouard)
Naufrage est une communauté dans le comté de Kings sur l'Île-du-Prince-Édouard, au Canada, au nord-ouest de Souris.